# 默兹河畔马克塞
默兹河畔马克塞（法語：Maxey-sur-Meuse，法語發音：[maksɛ syʁ møz]）是法国大東部大區孚日省的一个市镇，属于讷沙托区。

## 地理
默兹河畔马克塞（48°27'3"N, 5°41'52"E）面积10.77 平方千米，位于法国大東部大區孚日省，该省份为法国东北部内陆省份，北起默兹省和默尔特-摩泽尔省，西接上马恩省，南至上索恩省和贝尔福地区省，东临上莱茵省和下莱茵省。
与默兹河畔马克塞接壤的市镇（或旧市镇、城区）包括：布里克塞-欧沙努瓦讷、库塞、栋雷米拉皮塞勒、格勒、瑞班维尔、韦尔河畔蒙塞勒、苏洛斯苏圣埃洛夫。

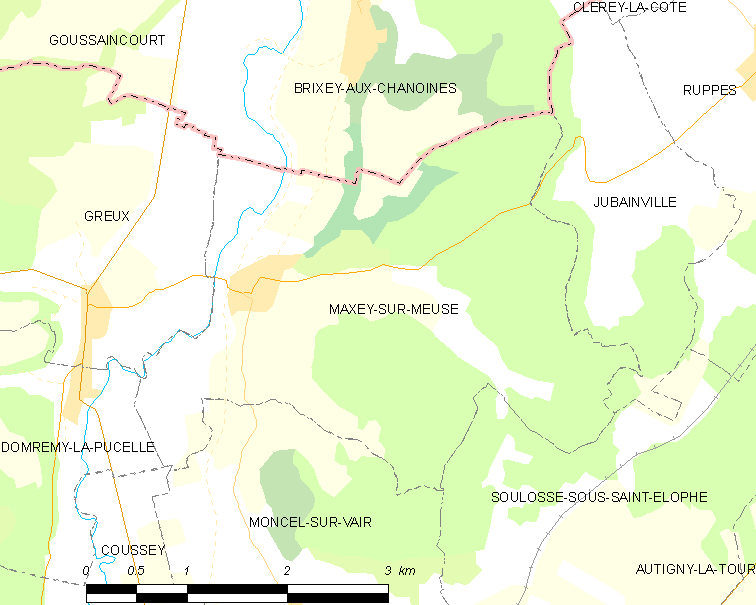
默兹河畔马克塞的OSM定位图

默兹河畔马克塞的时区为UTC+01:00、UTC+02:00（夏令时）。

## 行政
默兹河畔马克塞的邮政编码为88630，INSEE市镇编码为88293。

## 政治
默兹河畔马克塞所属的省级选区为讷沙托县。

## 人口

1962-2008年间默兹河畔马克塞人口变化图示

默兹河畔马克塞于2022年1月1日时的人口数量为216人。